# Sambirano
De Sambirano is een rivier in de regio Diana in het noordwesten van Madagaskar. Ze ontspringt bovenaan de berg Ambondrona, stroomt door het Tsaratananareservaat en mondt uit in de Indische Oceaan. Haar grootste zijrivier is de Ramena.
De rivier zorgt voor een ecosysteem met een grote biodiversiteit. De begroeiing bestaat voornamelijk uit bossen en struikgewas en herbergt vele endemische diersoorten, zoals de muismaki Microcebus sambiranensis en de wolmaki Avahi unicolor.